# Oreochromis amphimelas
Oreochromis amphimelas är en fiskart som först beskrevs av Hilgendorf, 1905.  Oreochromis amphimelas ingår i släktet Oreochromis och familjen Cichlidae. IUCN kategoriserar arten globalt som starkt hotad. Inga underarter finns listade i Catalogue of Life.